# Robert Capa Gold Medal
Die Robert Capa Gold Medaille ist ein Preis, der seit 1955 jährlich vom Overseas Press Club für die beste veröffentlichte Fotoreportage aus dem Ausland verliehen wird, die besonderen Mut und Unternehmensgeist erforderte. Der Preis wurde gestiftet zu Ehren des Kriegsfotografen Robert Capa.

## Preisträger
- 1955: Howard Sochurek
- 1956: John Sadovy
- 1958: Paul Bruck.
- 1959: Mario Biasetti
- 1960: Yung Su Kwon
- 1962: Peter Dehmel, Klaus Dehmel
- 1963: Larry Burrows
- 1964: Horst Faas
- 1965: Larry Burrows
- 1966: Henri Huet
- 1967: David Douglas Duncan
- 1968: John Olson
- 1969: Josef Koudelka
- 1970: Kyōichi Sawada
- 1971: Larry Burrows
- 1972: Clive W. Limpkin
- 1973: David Burnett, Raymond Depardon, Chas Gerretsen
- 1974: W. Eugene Smith
- 1975: Dirck Halstead
- 1976: Catherine Leroy
- 1977: Eddie Adams
- 1978: Susan Meiselas
- 1979: Kaveh Golestan
- 1980: Steve McCurry
- 1981: Rudi Frey[1]
- 1982: Harry Mattison
- 1983: James Nachtwey
- 1984: James Nachtwey
- 1985: Peter Magubane
- 1986: James Nachtwey
- 1987: Janet Knott
- 1988: Chris Steele-Perkins
- 1989: David Turnley
- 1990: Bruce Haley
- 1991: Christopher Morris
- 1992: Luc Delahaye
- 1993: Paul Watson
- 1994: James Nachtwey
- 1995: Anthony Suau
- 1996: Corrine Dufka
- 1997: Horst Faas/Tim Page
- 1998: James Nachtwey
- 1999: John Stanmeyer
- 2000: Chris Anderson
- 2001: Luc Delahaye
- 2002: Carolyn Cole
- 2003: Carolyn Cole
- 2004: Ashley Gilbertson
- 2005: Chris Hondros
- 2006: Paolo Pellegrin
- 2007: John Moore
- 2008: Saul Schwarz
- 2009: Khalil Hamra
- 2010: Agnes Dherbeys
- 2011: André Liohn
- 2012: Fabio Bucciarelli[2]
- 2013: Tyler Hicks[3]
- 2014: Marcus Bleasdale[4]
- 2015: Bassam Khabieh[5]
- 2016: Bryan Denton und Sergey Ponomarev[6]
- 2017: Carol Guzy[7]
- 2018: Carolyn Van Houten[8]
- 2019: Dieu Nalio Chery[9]
- 2020: Kiana Hayeri[10]
- 2021: Anonymous[11]
- 2022: Marcus Yam[12]
- 2023: Samar Abu Elouf[13]